# Johann Christoph Friedrich GutsMuths
Johann Christoph Friedrich GutsMuths, dit aussi Guts Muths ou Gutsmuths, né le 9 août 1759 à Quedlinbourg (abbaye princière de Quedlinbourg) ; mort le 21 mai 1839 à Ibenhain (duché de Saxe-Cobourg et Gotha), fut à l'époque de Goethe un pédagogue allemand renommé et, à l'école de Salzman, l'un des fondateurs du mouvement gymnique allemand.
Il est connu surtout pour son rôle dans le développement de l'éducation physique. Il a introduit des exercices physiques systématiques dans les programmes d'études scolaires et a développé les principes fondamentaux de la gymnastique artistique.
En 1793, GutsMuths a publié Gymnastik für die Jugend (La gymnastique pour la jeunesse), premier manuel systématique de gymnastique. En 1800, son manuel d'éducation physique : La gymnastique pour la jeunesse : manuel pratique d'exercices fortifiants et récréatifs à l'usage des écoles est devenu une référence.